# Ossia

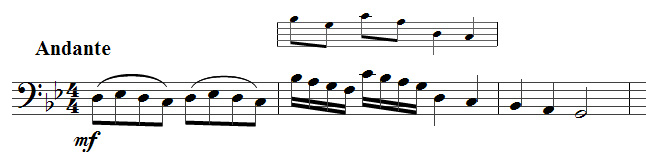
Ejemplo de ossia (2º compás).

Ossia es un término musical para un pasaje musical alternativo que puede tocarse en lugar del pasaje original. La palabra ossia viene del italiano, que significa «alternativamente», y se escribía originalmente o sia, que significa «o sea». Los ossias son muy comunes en ópera y obras para piano solo. En la práctica, los pasajes del tipo ossia suelen ser una versión más fácil de la forma del pasaje predeterminada. Por ejemplo, en la fantasía para piano Islamey de Mili Balákirev, el urtext tiene pasajes del tipo ossia de ambos tipos (fácil y más difícil). En la música vocal del bel canto también frecuentemente se emplean ossias para ilustrar una versión más ornamentada de la línea vocal. Por otra parte, la indicación ossia no siempre puede referirse una parte más fácil; por ejemplo, la música para piano solo de Franz Liszt está repleta de pasajes alternativos, a menudo más difíciles que el resto de la pieza. Esto refleja el deseo de Liszt de dejar abiertas nuevas opciones durante una interpretación. Algunos de sus pasajes ossia son cadenzas, como por ejemplo la cadenza ossia del concierto para piano n.º 3 de Sergéi Rajmáninov, que es mucho más difícil que la original. Intérpretes como Vladimir Horowitz o el propio compositor preferían la original debido a su enorme dificultad.
Un inusual uso de la ossia se encuentra en el Concierto para violín de Alban Berg donde se incluyen varias partes en ossia para el violín solista. Si el solista elige tocar estas ossias, el concertino debe tocar diferentes ossias.